# KDE
KDE Plasma (nazywana kiedyś po prostu KDE) – środowisko graficzne zrealizowane jako wolne oprogramowanie dla systemów operacyjnych Unix i GNU/Linux. Zawiera bogaty system bibliotek do tworzenia aplikacji w środowisku graficznym. Razem z GNOME są dwoma najpopularniejszymi uniksowymi środowiskami graficznymi.
KDE korzysta z biblioteki graficznej Qt, a także z systemu obiektowego KParts. System ten pozwala na współdzielenie elementów danego programu pomiędzy różnymi aplikacjami KDE, np. emulator terminala Konsole może zostać osadzony w Konquerorze.
W KDE menedżerem okien jest KWin, jednak aplikacje można uruchamiać także pod innymi menedżerami (np. Openbox).

## Historia
Projekt KDE został założony w 1996 roku przez Matthiasa Ettricha. Pierwotnie projekt nosił nazwę Kool Desktop Environment zaś skrót KDE był też grą słowną z nazwą uniksowego środowiska graficznego CDE. Obecnie skrót rozwija się jako K Desktop Environment, gdzie litera K nie ma określonego znaczenia.

### Główne wydania
| Numer wersji               | Data wydania         |
| -------------------------- | -------------------- |
| ogłoszenie o projekcie KDE | 14 października 1996 |
| 1.0                        | 12 lipca 1998        |
| 2.0                        | 23 października 2000 |
| 3.0                        | 3 kwietnia 2002      |
| 4.0                        | 11 stycznia 2008     |
| 5.0                        | 15 lipca 2014        |
| 6.0                        | 28 lutego 2024       |
| 6.1                        | 18 czerwca 2024      |
| 6.2                        | 8 października 2024  |

Numeracja KDE jest związana z numeracją zestawu bibliotek Qt, tj. wersje 1.x KDE bazowały na wersjach 1.x bibliotek Qt itd.

### Wersje Plasma 4.x
KDE 4 zostało przeniesione na Qt 4, co powinno powodować wzrost wydajności o 20–30% w porównaniu do KDE 3.5.x. KDE zawiera środowisko multimedialne, nazwane Phonon, zintegrowane środowisko sprzętowe Solid i schemat kolorów systemu i ikon Oxygen. Zawiera też zmieniony interfejs pulpitu i pasek zadań, nazwany Plasma, który zawiera widżety w stylu SuperKaramba lub Apple Dashboard. Udostępniono również wersje KDE 4 na Microsoft Windows i Mac OS X.
Najważniejszymi cechami KDE 4 są:
- Zmieniony wygląd środowiska dzięki zastosowaniu Oxygen
- Architektura zawierająca udoskonaloną integrację z multimediami i sprzętem (Solid i Phonon, moduł sprawdzania pisowni i gramatyki)
- Programy udoskonalone dzięki doświadczeniom użytkowników, takie jak Dolphin, menedżer plików i Okular, program służący do przeglądania dokumentów

### KDE Plasma 5
Wraz z przejściem na Qt 5, środowisko KDE uległo podziałowi na trzy części o niezsynchronizowanej numeracji:
- KDE Frameworks 5 (żargonowo zwany też KF5) – zestaw bazowych bibliotek KDE (wersja 5.0 została wydana 7 lipca 2014[5]; nowe wydania ukazują się co miesiąc);
- KDE Plasma 5 – nowa wersja powłoki graficznej Plasma (wersja 5.0 została wydana 15 lipca 2014[6]; nowe wydania ukazują się co trzy miesiące);
- KDE Applications (wersja 14.12 została wydana 15 kwietnia 2015 i jest to pierwsza wersja aplikacji KDE używająca KDE Frameworks 5; numeracja KDE Applications jest typu rok-miesiąc; nowe wydania ukazują się co cztery miesiące[7]); obecnie nie wszystkie aplikacje są przeportowane do KDE Frameworks 5[8].

Wersja KDE 5.23 została wydana na 20-lecie projektu KDE.

## Aplikacje KDE
Do najważniejszych aplikacji środowiska KDE zaliczyć można przeglądarkę internetową i menedżer plików Konqueror. Aplikacje korzystające z KDE często mają nazwy rozpoczynające się od litery „K” lub zawierają literę „k” zamiast „c” w środku nazwy, ale nie jest to ścisłą regułą.
- DigiKam – zarządzanie zbiorami zdjęć, przeglądarka i edytor grafiki, obsługa aparatów cyfrowych
- Dolphin – menedżer plików w KDE 4
- K3b – program do nagrywania płyt CD/DVD
- Kandy – narzędzie do komunikacji z telefonem komórkowym
- Kate – zaawansowany edytor tekstu
- KDevelop – zintegrowane środowisko programistyczne dla wielu języków programowania
- KDesktop(inne języki) – menedżer pulpitu w KDE 3
- KGet – menedżer pobierania plików
- Kicker – menedżer panelu w KDE 3
- KMail – klient pocztowy
- KNode – klient grup dyskusyjnych
- KolourPaint – tworzenie grafiki rastrowej
- Konsole – emulator terminali wyposażony w zakładki
- Kontact – zarządzanie informacjami osobistymi (poczta, kalendarz, notatki, książka adresowa)
- Kopete – multikomunikator internetowy (obsługuje m.in. IRC, Jabber i Gadu-Gadu)
- Okular – przeglądarka plików PDF (następca programu KPDF)
- KPovModeler – program do tworzenia trójwymiarowej grafiki
- KTTS – syntezator mowy; np. potrafi czytać zawartość strony WWW
- Kview – przeglądarka plików graficznych
- KTorrent – program p2p – klient sieci Torrent
- KPPP(inne języki) – pozwala na połączenia Dial-Up i sieciowe
- KSig – edytor podpisów pocztowych
- KWrite – uproszczona wersja edytora Kate
- Odtwarzacze multimedialne
  - Amarok – zaawansowany odtwarzacz muzyki
  - JuK – odtwarzacz multimedialny z zaawansowaną obsługą playlist
  - Kaffeine, KMPlayer(inne języki), KPlayer, Dragon Player – odtwarzacze filmów i muzyki
  - Noatun – odtwarzacz multimedialny rozszerzany za pomocą wtyczek

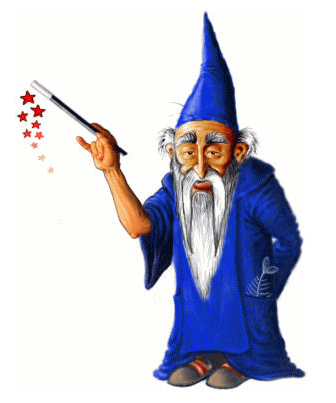
Czarodziej Kandalf

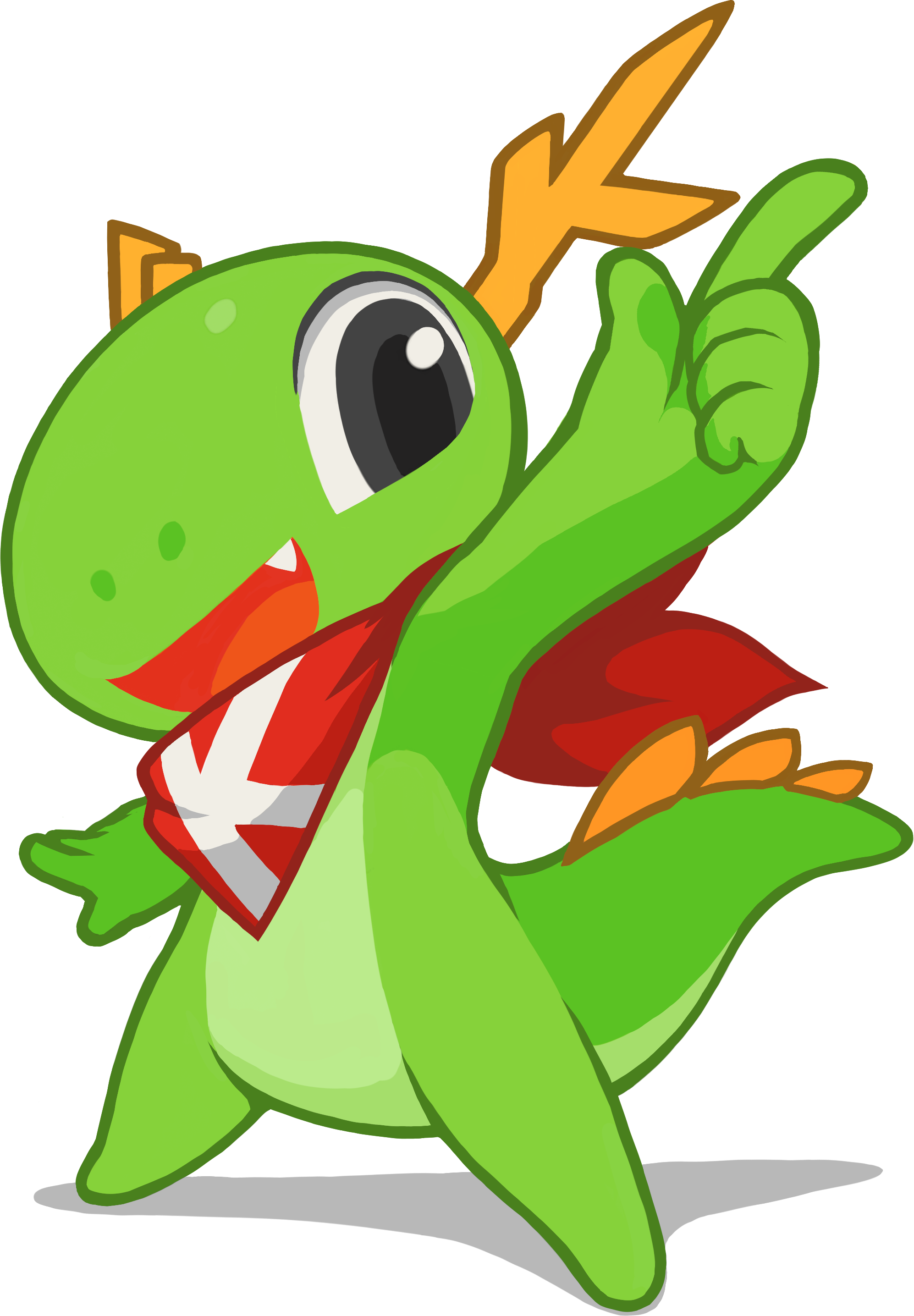
Konqi

- KOffice – pakiet programów biurowych
  - KWord – procesor tekstu WYSIWYG
  - KSpread – arkusz kalkulacyjny
  - KPresenter – edytor prezentacji
  - Kexi – aplikacja do wygodnego budowania baz danych
  - Kivio – tworzenie diagramów przepływu
  - Karbon14 – grafika wektorowa
  - Krita – grafika rastrowa
  - KChart – rysowanie wykresów
  - KFormula – edytor wzorów matematycznych
- Plasma – przestrzeń robocza KDE (pulpit i panel)

Środowisko KDE zawiera również programy narzędziowe, edukacyjne oraz gry.

## Logo i maskotki
Maskotką środowiska graficznego KDE był Kandalf, używany do wersji 2.x. Imię Kandalf nawiązuje do postaci z powieści J.R.R. Tolkiena Władca Pierścieni o imieniu Gandalf.
W wersjach powyżej 2.x. maskotką KDE jest smok Konqi (dokładniej: Konqi the Konqueror). Jego imię pochodzi od nazwy przeglądarki Konqueror dla tego środowiska graficznego. Można go zobaczyć na stronach poświęconych temu środowisku oraz w wielu aplikacjach, m.in. podczas wyboru opcji wylogowania (KDE 3) czy w oknie „informacje o KDE”.